# Dél-Németalföld
Dél-Németalföld (hollandul: Zuidelijke Nederlanden, franciául: Pays-Bas du sud), egy kora újkori történelmi régió volt Németalföld korábban egységes államának, a Tizenhét Tartománynak déli, katolikusok lakta részén, amely történelme során mindvégig a Német-római Birodalom részét képezte, a Burgundiai körzet részeként. A régiót 1579 és 1713 között a Habsburg-ház spanyol, majd 1713 és 1795 között az osztrák ága uralta. Dél-Németalföldhöz tartozott a mai Belgium (az önálló Liège-i Püspökség kivételével) és Luxemburg területe, valamint 1678-ig a ma Franciaországhoz tartozó Nord-Pas-de-Calais régió is.
1579-ben, a nyolcvanéves háború során a németalföldi tartományok északi, protestáns államai szövetséget kötöttek, majd 1581-ben kimondták a spanyol király, II. Fülöp trónfosztását, ezzel kikiáltva a Németalföldi Köztársaságot. Erre válaszul a déli, katolikus tartományok az arrasi unióba tömörülve kimondták hűségüket a spanyol koronának, amellyel megalakult a Spanyol Németalföld (spanyolul: Países Bajos Españoles), a Habsburg-ház spanyol királyainak uralmával.
Amikor 1701-ben II. Károly spanyol király gyermektelenül elhunyt, kirobbant a spanyol örökösödési háború, amelyet az utrechti béke zárt le 1713-ban. Ennek értelmében a dél-németalföldi birtokok VI. Károly császárra szálltak, így innentől Osztrák Németalföld (németül: Österreichische Niederlande) néven létezett. 1789-ben a tartományok fellázadtak II. József császár reformjai ellen, majd 1790 januárjában kikiáltották a rövid életű Belgiumi Egyesült Államokat, ami az év decemberéig állt fenn, amikor is az osztrák csapatok visszafoglalták azt. 1795-ben a Francia Köztársaság az első koalíciós háború során elfoglalta és a francia államhoz csatolta, majd I. Napóleon francia császár 1815-ös vereségét követően az újonnan kialakított Egyesült Holland Királyság része lett.

## Előzmények
Lásd még: a Németalföld és a Tizenhét Tartomány cikkeket

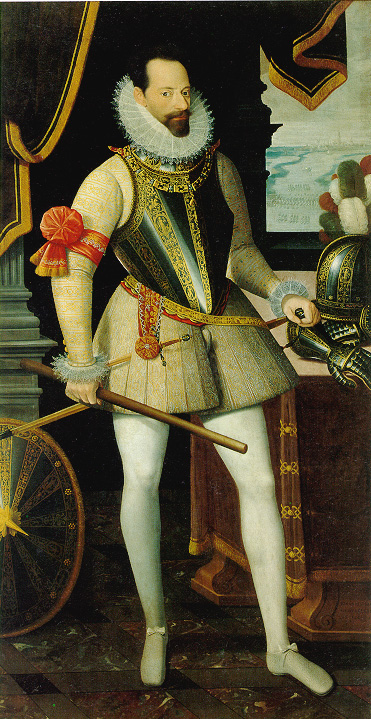
Alessandro Farnese, Parma és Piacenza hercege, aki II. Fülöp király megbízásából az újonnan felálló Spanyol Németalföld első főkormányzója volt

A Németalföld területét egyesítő Tizenhét Tartomány a Német-római Birodalom részét, azon belül is a Burgundiai körzet területét képezte. Miután V. Károly német-római császár és spanyol király lemondott trónjáról és felosztotta birodalmát fia, Fülöp, és testvére, I. Ferdinánd között, a németalföldi régió ugyan megmaradt a burgundiai körzet része, ám a spanyol korona befolyása alá és így fiára, Fülöpre szállt.
II. Fülöp németalföldi politikája még inkább kiélezte a társadalmi és vallási ellentéteket, és további feszültséget szított a déli, jellemzően katolikus és az északi, protestáns tartományok között. A folyamat végül az Orániai Vilmos vezette, nyolcvan éven át tartó németalföldi szabadságharc kirobbanásához vezetett.
A király által kinevezett főkormányzó, Alessandro Farnese elérte, hogy a lázadók térnyerésétől és katonai sikereitől megrémült déli tartományok vezetői 1579. január 6-án aláírják az arrasi szerződést, amellyel megerősítik hűségüket a spanyol koronának. A Tizenhét Tartomány közössége lényegében ezzel a szerződéssel ért véget, ugyanis erre válaszul január 23-án az északi tartományok vezetői az utrechti unióba tömörültek, vállalva, hogy közösen folytatják a harcot a spanyol befolyás ellen, majd 1581-ben kimondták II. Fülöp trónfosztását, és kikiáltották a Hét Egyesült Holland Tartomány Köztársaságát.

## Spanyol Németalföld (1581–1713)
Lásd még: a Spanyol Birodalom cikket
A Spanyol Németalföld (hollandul: Spaanse Nederlanden, spanyolul: Países Bajos Españoles) elnevezést kezdetben a Tizenhét Tartományra használták, de 1579 után már csak Németalföld déli része, az arrasi unióba tömörült tartományok tartoztak ide. Székhelye Brüsszel volt és magába foglalta a mai Belgium, Luxemburg és Franciaország északi területeiének egy részét. 1581-ben, miután északon kikiáltották a Holland Köztársaságot, a következő területek tartoztak Spanyol Németalföldhöz:
1. Artois-i grófság
2. Flamand grófság, beleértve Lille, Douai, Orchies és Tournai városokat
3. Mechelen uradalma, amely 1490-től grófság volt
4. Namuri Őrgrófság
5. Hainaut-i grófság
6. Brabanti Hercegség, beleértve az Antwerpeni Őrgrófságot, a leuveni és brüsszeli grófságokat, valamint Nivelles és Gembloux apátságát
7. Limburgi Hercegség
8. Luxemburgi Nagyhercegség
9. valamint a Franciaország területén található Nord-Pas-de-Calais département (megye) területét.

II. Fülöp 1598-ban a „spanyol korona hűbérbirtokaként” leányára, Izabella Klára Eugénia spanyol infánsnőre és annak férjére, VII. Albert osztrák főhercegre hagyta, miáltal a terület az önállóság látszatát nyerte. Izabella halála (1633) után azonban a tartomány ismét a spanyol korona közvetlen irányítása alá került. Az V. Károly által létrehozott intézmények azonban továbbra is megvoltak és a 17. században a Madridba telepített Flandriai Tanáccsal egészültek ki, mely testületnek többek között a Pénzügyi Tanácsot kellett ellenőriznie. A németalföldi szabadságharc lezárása után a tartományi főnemesség elvesztette korábbi befolyását, mivel a tartományok helytartói jogosítványait erőteljesen megnyirbálták. A tartományi Rendi Gyűlések azonban megtartották azokat a jogaikat, amelyek már a középkor óta megillették őket: az ő beleegyezésükre volt szükség ahhoz, ha az uralkodó meg akarta változtatni a tartományi intézményeket vagy különleges adókat kívánt kivetni. A helytartók továbbá kikérték véleményüket a tisztán adminisztratív ügyekben is, és mindez egyre növekvő jelentőséggel ruházta fel őket. Ezzel szemben a rendi országgyűlést (Staten-Generaal) Albert és Izabella kormányzása alatt is ritkán hívták össze és 1632 után pedig soha többé.
Az 1648-as wesztfáliai békekötés keretében Spanyolország és Hollandia között helyreállt a béke, de ezután a francia királyok területi terjeszkedése fenyegette Spanyol-Németalföld területi egységét és később létezését is. XIV. Lajos francia király előbb megszerezte magának Artois és Cambrai grófságokat, amit az 1659-ben kötött pireneusi béke véglegesített. Az 1668-as aacheni, majd az 1678-as nijmegeni békeszerződések értelmében Franciaország további területekhez jutott, elsősorban a mai Vallónia területén, megszerezte Lille városát és Hainaut tartományt. Időközben Spanyolországnak át kellett engednie Dunkirk (Dunkerque) kikötőjét a brit koronának.

## Osztrák-Németalföld

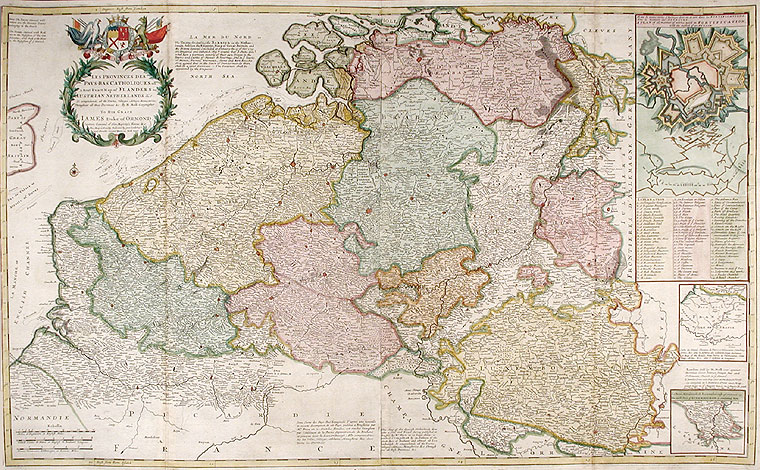
Osztrák-Németalföld térképe 1740-ből

A gyermektelen II. Károly spanyol király halála után kirobbant a spanyol örökösödési háború, amelynek során XIV. Lajos igyekezett bebiztosítani unokája, Anjou Fülöp trónigényét és mellesleg bekebelezni a németalföldi spanyol birtokokat. A háborút lezáró utrechti béke (1713) értelmében Anjou Fülöp lett a spanyol király (V. Fülöp néven), míg az európai spanyol birtokok, azaz Spanyol-Németalföld, Nápoly, Milánó, Livorno, Szardínia és közel fél Itália VI. Károly német-római császárnak jutottak és ettől fogva a területet Osztrák-Németalföld (Österreichische Niederlande) néven ismerték.
Az osztrák császárokat azonban kevéssé érdekelte a birtokaiktól távol fekvő tartomány, eltekintve VI. Károly császár kísérletétől, hogy az Oostende Társaság (hollandul: Oostendse Compagnie) megalapításával közvetlenül is versenyezzen az indiai gyarmatok kiaknázására létrehozott angol és holland kereskedelmi társaságokkal. A tartományt lényegében csak Anglia és Hollandia diplomáciai törekvéseinek köszönhetően kapták meg az osztrák Habsburgok, mivel meg akarták előzni, hogy Franciaország túlságosan megerősödjön a térségben. A tartományban nagyrészt holland katonaság állomásozott és a 18. század során a Habsburgok egyik legfőbb törekvése az volt, hogy a németalföldi birtokokat elcserélje Bajorországra, amely szépen kiegészítette volna már meglévő birtokaikat.
1784-ben II. József császár megelégelte, hogy a németalföldi szabadságharc maradványaként a hollandok továbbra is blokád alatt tartották Antwerpen kikötőjét és a Schelde folyó megnyitását követelte a Holland Köztársaságtól. A császárnak azonban nem állt módjában katonai erővel is alátámasztani a követeléseket és bár az 1785-ös fontainebleau-i szerződésben a hollandok vállalták a déli területek kereskedőinek kártalanítását, mégsem történt semmi. A tartományok lakosságának növekvő elégedetlensége 1789-ben felkeléshez, az osztrák kormányzó elűzéséhez és a rövid életű Belgiumi Egyesült Államok megalapításához vetett. Az osztrák fennhatóságot csak József utóda, II. Lipót császár tudta visszaállítani 1790-ben.

Osztrák Németalföld zászlója.
Osztrák Németalföld címere.
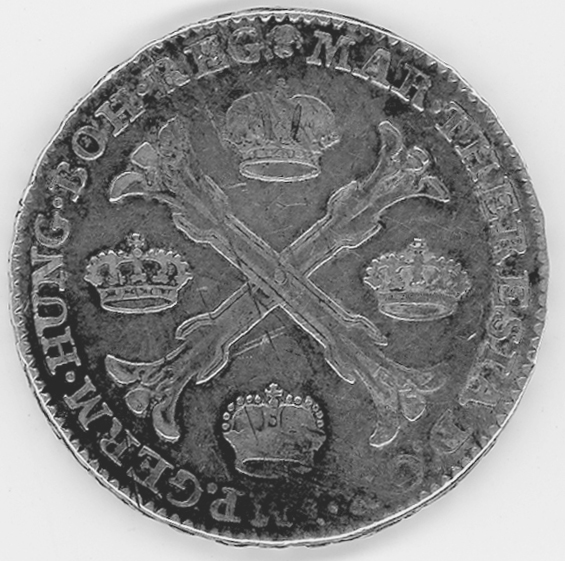
Mária Terézia osztrák-németalföldi koronatallérjának előoldala.
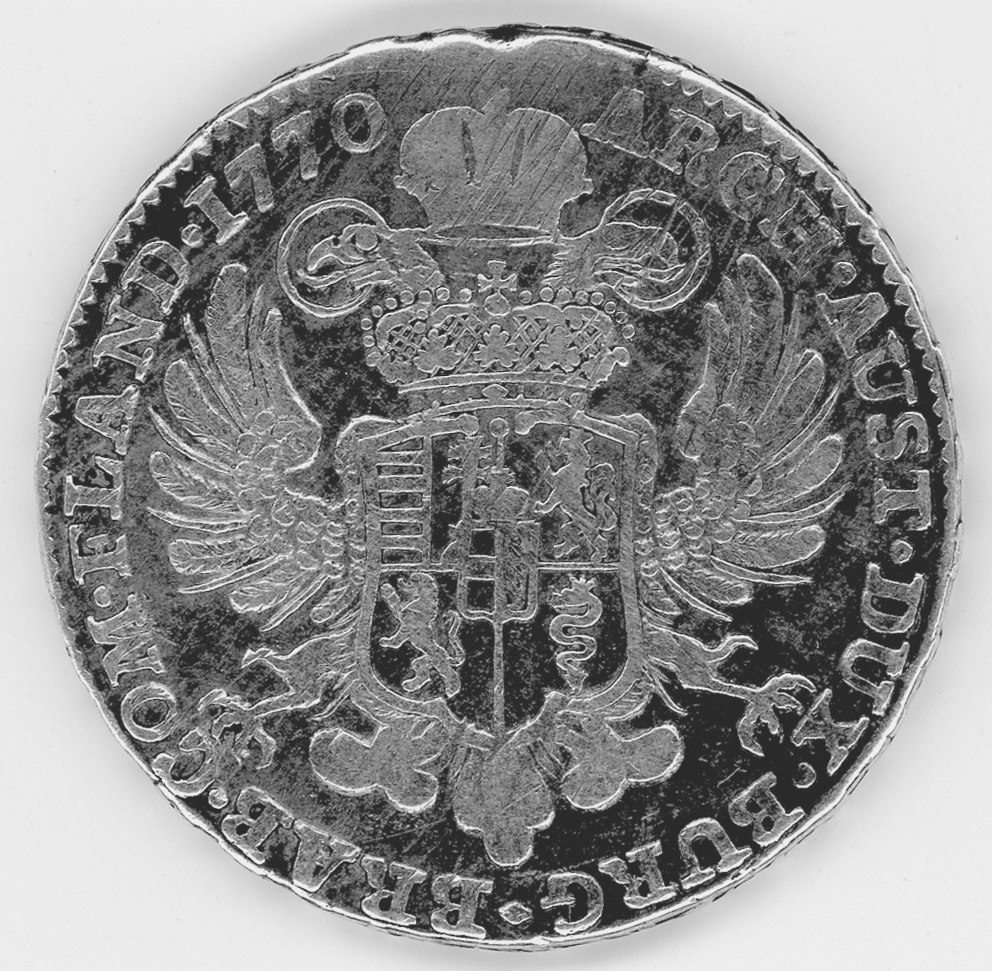
Mária Terézia osztrák-németalföldi koronatallérjának hátoldala.

## Francia hódítás
A francia forradalmi háborúk során 1794-ben az egész tartományt elfoglalta a köztársaság hadserege. A katolikus egyház által létrehozott Flamingant ellenállási mozgalom törekvése ellenére a területet beolvasztották Franciaországba. A tartomány felosztásával a következő département-okat (francia megyéket) alakították ki:
- Deux-Nèthes
- Dyle
- Escaut
- Forêts
- Jemmape
- Lys
- Meuse-Inférieure
- Ourte
- Sambre-et-Meuse

A hódítást a Bonaparte tábornok első itáliai hadjárata után aláírt Campo Formió-i béke véglegesítette, és a terület egészen 1815-ig francia uralom alatt állt. A waterlooi csata után a győztes britek és hollandok létrehozták az Egyesült Holland Királyságot, amelynek fennhatósága mind a korábbi holland köztársaság, mint Osztrák-Németalföld területére kiterjedt, ezzel ismét egyesítve Németalföld népeit.